# Hendrik Goos

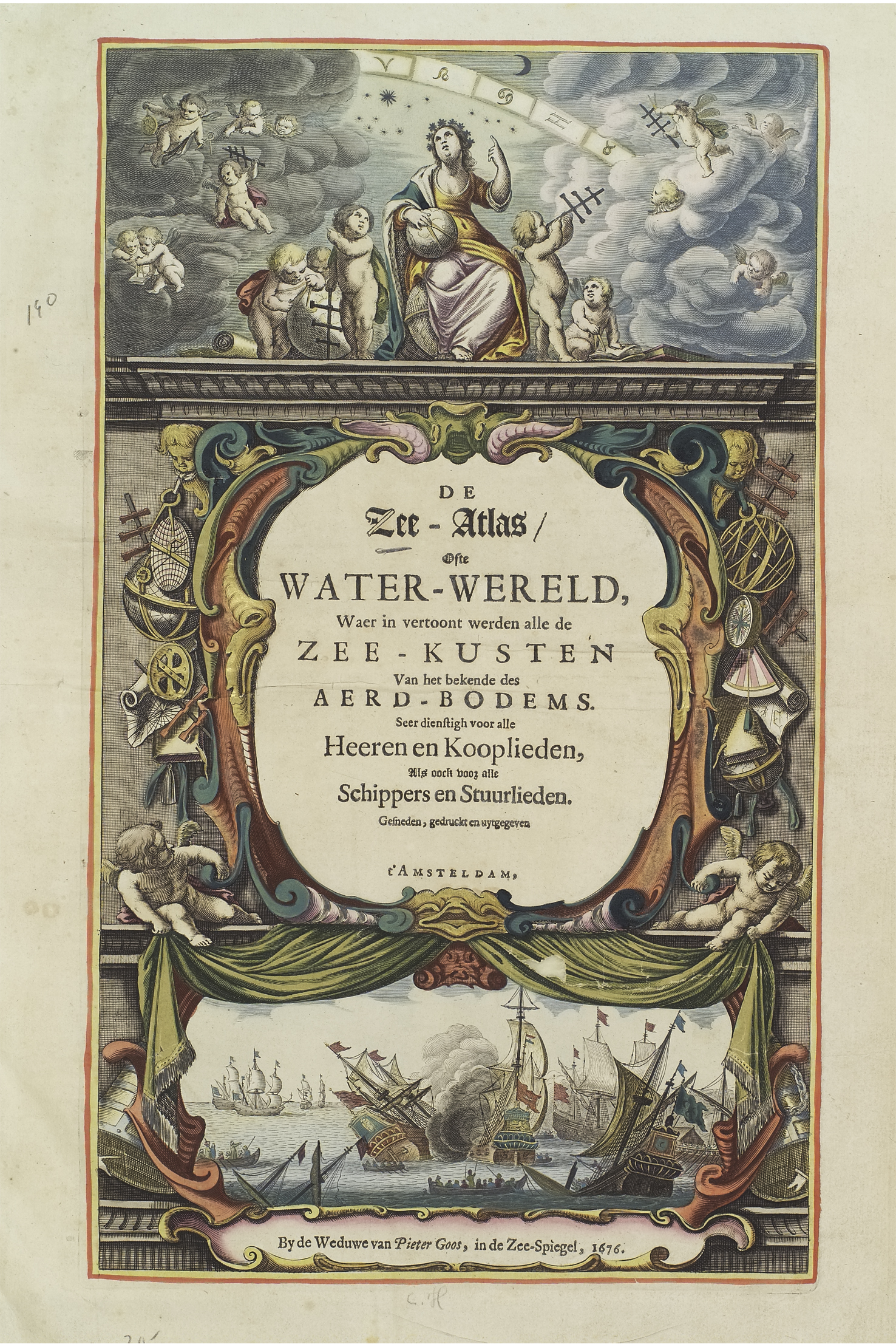
Het titelblad van De Zee-Atlas Ofte Water-Wereld, Pieter Goos
Uitgegeven door de weduwe Pieter Goos
heruitgave van 1676

Hendrik Goos (Amsterdam – 1680), ook Hendrick Goos, was een Nederlands boekdrukker en uitgever. In 1678 bracht hij De nieuwe groote Zeespiegel uit, een zeemansgids.

## Biografie
Hendrik Goos was de zoon van Pieter Goos (1616 – 1675) en kleinzoon van Abraham Goos (circa 1590 – < 1643). Hij werd geboren in de Gouden Eeuw. In deze tijd werden eerst in Amsterdam en later ook in Middelburg kwalitatief zeer goede atlassen geproduceerd en uitgegeven in grote aantallen. De vader van Hendrik bracht in 1650 de zeemansgids De Lichtende Columne ofte Zee-Spiegel uit; hij maakte daarbij gebruik van de kaarten van Willem Jansz. Blaeu en Hendrick Doncker. In 1666 publiceerde zijn vader een atlas, De Zee-Atlas Ofte Water-Wereld, Waer in vertoont werden all de Zee-Kusten Van het bekende des Aerd-Bodems. Seer dienstigh voor alle Heeren en Kooplieden, Also oock voor alle Schippers en Stuurlieden.
Hoewel Goos opgroeide in een milieu waarin veel expertise beschikbaar was rondom cartografie, heeft hij zich er waarschijnlijk niet in bekwaamd. Hij legde zich toe op het drukken en verkopen van boeken.
Na de dood van zijn vader brachten Hendrik en zijn moeder diverse keren werk van Pieter Goos opnieuw uit. In 1678 publiceerde hij De nieuwe groote Zeespiegel; een variant van de atlas die zijn vader maakte. Twee jaar later, in mei 1680 was hij een van de betrokkenen bij het octrooi op Stiermans Zeespiegel, Lootsmans  Stiermans Zeespiegel en Nieuwe Groote Stiermans Zeespiegel; de andere betrokkenen zijn Hendrick Doncker en Gasparus Lootsman.
In 1682 publiceerde hij De nieuwe geoctrooyeerde verbeterde en vermeerderde stuurmans Zeespiegel. De nieuwe kaarten werden niet door Hendrik vervaardigd.